# Melanoplus bowditchi
Melanoplus bowditchi es una especie de saltamontes perteneciente a la familia Acrididae. Se encuentra en América del Norte.

## Subespecies
Estas dos subespecies pertenecen a la especie Melanoplus bowditchi:
- Melanoplus bowditchi bowditchi Scudder, 1878
- Melanoplus bowditchi canus Hebard, 1925